# Luc Loubaki
Luc Arnaud Loubaki (Pontoise, Francia, 20 de enero de 1997) es un jugador de baloncesto francés que pertenece a la plantilla del Lille Métropole Basket Clubs de la Pro A, la primera categoría del baloncesto francés. Con 1,91 metros de estatura, juega en la posición de base y alero.

## Trayectoria deportiva
Es un alero formado en las categorías inferiores del Entente Cergy-Osny-Pontoise, de su ciudad natal hasta que en 2010, firmó por el Paris-Llevallois, donde jugaría durante dos temporadas en categoría juvenil.
Debido a su juventud, seguiría formándose en categoría NM1, en concreto en las filas del Centre Fédéral de Basket-Ball de París durante varias temporadas, antes de dar el salto y debutar en la PRO A.
En julio de 2015, firmó su primer contrato profesional con el Orléans Loiret Basket de la Pro A. En 2016, se inscribe en el Draft de la NBA de 2016 pero no fue seleccionado .